# Copa del Rey 1907
Die Copa del Rey 1907 war die fünfte Austragung des spanischen Fußballpokalwettbewerbes.
Am Turnier nahmen neben Organisator und Titelverteidiger Madrid FC vier weitere Mannschaften teil. Die Stadt Bilbao war nicht durch den zweifachen Pokalsieger Athletic vertreten, sondern durch die städtische Auswahlmannschaft Club Vizcaya mit Spielern von Athletic Bilbao, Bilbao FC und Unión Atlética Vizcaína. Die weiteren Teilnehmer waren der Vigo FC mit einigen Spielern des Vigo Excelsior FC, das Team des irischen College in Salamanca Hamilton FC sowie Recreativo Huelva. Der Katalanische Meister X Sporting Club war ebenfalls eingeladen, lehnte aber erneut aufgrund interner und wirtschaftlicher Probleme ab.
Der Wettbewerb fand vom 24. bis zum 30. März 1907 statt. Den Titel sicherte sich zum dritten Mal in Folge der Madrid FC durch einen Sieg im finalen Entscheidungsspiel gegen Club Vizcaya.

## Finale Gruppenphase
Das Turnier wurde im Ligamodus ausgetragen, die Spiele fanden im Estadio del Hipódromo in Madrid statt.
Zu einem Kuriosum kam es im letzten Gruppenspiel zwischen dem Madrid FC und Recreativo Huelva. Nicht nur, dass die Madrilenen den personal-geschwächten Andalusiern zwei Spieler ausleihen mussten, sondern auch wegen des Huelva-Torhüters Juan Manuel Fernández Balbuena, der vom eigenen Strafraum aus zu einem Solo ansetzte, alle gegnerischen Spieler umdribbelte und schließlich einen Treffer erzielte, wurde dieses Spiel zu einem kleinen Highlight.
| Datum         |              | Ergebnis |                   |
| ------------- | ------------ | -------- | ----------------- |
| 24. März 1907 | Vigo FC      | 3:3      | Recreativo Huelva |
| 24. März 1907 | Club Vizcaya | 3:2      | Madrid FC         |
| 25. März 1907 | Madrid FC    | 3:1      | Vigo FC           |
| 25. März 1907 | Club Vizcaya | 5:0      | Hamilton FC       |
| 27. März 1907 | Hamilton FC  | 2:0      | Recreativo Huelva |
| 27. März 1907 | Vigo FC      | 2:1      | Club Vizcaya      |
| 28. März 1907 | Madrid FC    | 5:0      | Hamilton FC       |
| 28. März 1907 | Club Vizcaya | 4:0      | Recreativo Huelva |
| 29. März 1907 | Vigo FC      | 2:1      | Hamilton FC       |
| 29. März 1907 | Madrid FC    | 4:2      | Recreativo Huelva |

## Abschlusstabelle
| Pl. | Verein            | Sp. | S | U | N | Tore    | Diff. | Punkte |
| --- | ----------------- | --- | - | - | - | ------- | ----- | ------ |
| 1.  | Club Vizcaya      | 4   | 3 | 0 | 1 | 013:400 | +9    | 06:20  |
| 1.  | Madrid FC         | 4   | 3 | 0 | 1 | 014:600 | +8    | 06:20  |
| 3.  | Vigo FC           | 4   | 2 | 1 | 1 | 008:800 | ±0    | 05:30  |
| 4.  | Hamilton FC       | 4   | 1 | 0 | 3 | 003:120 | −9    | 02:60  |
| 5.  | Recreativo Huelva | 4   | 0 | 1 | 3 | 005:130 | −8    | 01:70  |

Club Vizcaya und der Madrid FC beendeten beide die Gruppenphase punktgleich, wobei die bessere Tordifferenz von Vizcaya nicht titelentscheidend war.

## Finales Entscheidungsspiel
Da der Madrid FC und Club Vizcaya die Gruppenphase punktgleich beendeten, mussten beide Vereine ein Entscheidungsspiel um den Titel bestreiten, wobei es zu einer Wiederauflage des Gruppenspiels zwischen Madrid und Vizcaya kam, das Vizcaya mit 3:2 gewonnen hatte.
| Madrid FC                                       | Madrid FC | Club Vizcaya | Club Vizcaya |
| ----------------------------------------------- | --- | --- | ------------ |
| Madrid FC                                       | \| Finales Entscheidungsspiel \| \| 30. März 1907 in Madrid (Estadio del Hipódromo) \| \| Ergebnis: 1:0 (0:0) \| \| Zuschauer: 6.000 \| \| Schiedsrichter: Sidney (Madrid) \| \| Spielbericht \| | \| Finales Entscheidungsspiel \| \| 30. März 1907 in Madrid (Estadio del Hipódromo) \| \| Ergebnis: 1:0 (0:0) \| \| Zuschauer: 6.000 \| \| Schiedsrichter: Sidney (Madrid) \| \| Spielbericht \| | Club Vizcaya |
| Madrid FC                                       | Manuel Alcalde – José Ángel Berraondo, Quincho – José Quirante, Enrique, Manuel Yarza – Armando Giralt, Federico Revuelto , José Giralt, Manuel Prast, Pedro Parages                             | Fernando Asuero – Celada, J. Irízar – Tomás Murga, Cárdenas, Gildo – C.F. Simmons, Miguel Sena, Juan Arzuaga, Alfonso Sena, Benigno Larrea                                                       | Club Vizcaya |
| Madrid FC                                       | 1:0 Prast (80.) | | Club Vizcaya |
| Finales Entscheidungsspiel                      | | |              |
| 30. März 1907 in Madrid (Estadio del Hipódromo) | | |              |
| Ergebnis: 1:0 (0:0)                             | | |              |
| Zuschauer: 6.000                                | | |              |
| Schiedsrichter: Sidney (Madrid)                 | | |              |
| Spielbericht                                    | | |              |

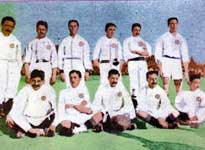
Die Siegermannschaft von Madrid FC

Durch den Sieg gegen Club Vizcaya verteidigte der Madrid FC seinen Titel und gewann den spanischen Pokal bereits zum dritten Mal in Folge. Dadurch ging der Siegerpokal gleichzeitig in den Besitz von Madrid FC über. Zusätzlich wurde der Verein dadurch alleiniger Rekordsieger vor Athletic Bilbao.

## Siegermannschaft
| 1.                 | Madrid FC |
| Logo von Madrid FC | - Tor: Manuel Alcalde - Abwehr: José Ángel Berraondo, Quincho - Mittelfeld: Enrique, José Quirante, Manuel Yarza - Sturm: Antonio Alonso, Armando Giralt, José Giralt, Antonio Sánchez Neyra, Pedro Parages, Manuel Prast, Federico Revuelto - Ersatz: Álvarez Buylla, Vicente - Trainer: – |

## Torschützen
| Pl. | Nat.      | Spieler               | Verein       | Tore |
| --- | --------- | --------------------- | ------------ | ---- |
| 1   | Spanier   | Antonio Sánchez Neyra | Madrid FC    | 5    |
| 2   | Engländer | C.F. Simmons          | Club Vizcaya | 4    |
| 2   | Spanier   | Armando Giralt        | Madrid FC    | 4    |